# Adoretus latissimus
Adoretus latissimus är en skalbaggsart som beskrevs av Blanchard 1851. Adoretus latissimus ingår i släktet Adoretus och familjen Rutelidae. Inga underarter finns listade i Catalogue of Life.